# Jolley (Iowa)
Jolley est une ville du comté de Calhoun, en Iowa, aux États-Unis. La ville est incorporée le 16 novembre 1895.